# مستكشف بيئة الغبار والغلاف الجوي القمري

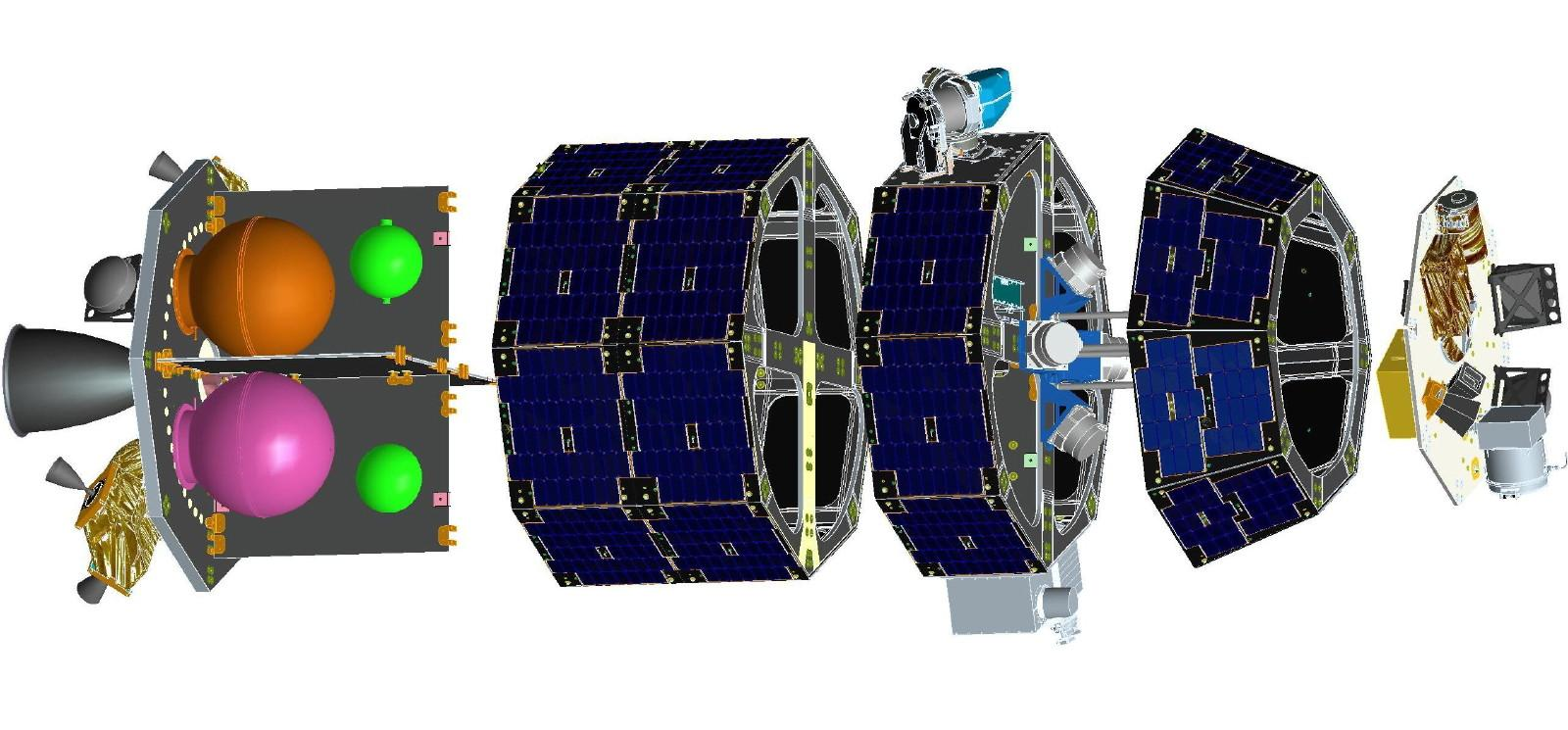
أجزاء مسبار LADEE

مستكشف بيئة الغبار والغلاف الجوي القمري (يرمز له اختصاراً LADEE من Lunar Atmosphere and Dust Environment Explorer) هو اسم لمهمة استكشافية للقمر تابعة لوكالة ناسا أطلقت على متن صاروخ Minotaur V في السابع من أيلول/سبتمبر سنة 2013. استمرت المهمة سبعة أشهر، حام خلالها المسبار بمدار حول خط الاستواء القمري، مزوداً بتجهيزات لدراسة غلاف القمر الجوي وطبيعة الغبار بالقرب منه.
شملت الأجهزة المستخدمة في المستكشف كل من كاشف للغبار ومطياف كتلة ومطياف الأشعة المرئية وفوق البنفسجية، بالإضافة إلى منصة اتصالات بالليزر.
انتهت المهمة في 18 نيسان/أبريل 2014 بإجراء عملية اصطدام مقصودة على الجانب البعيد من القمر، والذي حدد لاحقاً فيما بعد أنه كان بالقرب من فوّهة Sundman V.

## التخطيط والتحضير
أٌعلن عن مستكشف بيئة الغبار والغلاف الجوي القمري «لادي» أثناء تقديم ميزانية ناسا للسنة المالية 2009 في فبراير 2008. خطط في البداية لإطلاقه بواسطة أقمار مختبر استعادة الجاذبية والبنية الداخلية «غريل».
انتهت الاختبارات الميكانيكية، التي شملت اختبارات الصوت والاهتزاز والصدمات، قبل الاختبار لغرفة الفراغ الحراري على نطاق واسع في مركز «أميس» للأبحاث التابع لناسا في أبريل 2013. خلال شهر أغسطس 2013، خضع «لادي» للموازنة النهائية وللتزويد بالوقود والتركيب على منصة الإطلاق، وأُكملت جميع أنشطة ما قبل الإطلاق بحلول 31 أغسطس، استعدادًا للنافذة الزمنية للإطلاق التي افتتحت في 6 سبتمبر.
كان مركز أميس لناسا مسؤولًا عن المهام اليومية لـ «لادي» بينما كان مركز غودارد لرحلات الفضاء يشغل مجموعة أجهزة الاستشعار والحمولات التجريبية التكنولوجية بالإضافة إلى إدارة عمليات الإطلاق. كلفت مهمة لادي حوالي 280 مليون دولار، والتي شملت تطوير المركبات الفضائية والأدوات العلمية، وخدمات الإطلاق، وعمليات البعثة، والمعالجة العلمية، ودعم التناوب.

## أهداف المهمة
صممت مهمة لادي لمعالجة ثلاث أهداف علمية:
- تحديد الكثافة الشاملة والتكوين والتقلب الزمني للإكسوسفير القمري قليل الكثافة قبل أن يضطرب بالمزيد من النشاط البشري،
- تحديد ما إذا كانت مشاهدات رائد فضاء أبولو الخاصة بالانبعاثات المنتشرة على ارتفاع عشرات الكيلومترات فوق السطح عبارة عن توهج صوديوم أو غبار،
- توثيق بيئة تأثير الغبار (الحجم، التكرار) للمساعدة في توجيه هندسة التصميم للمحطة وكذلك المهمات الروبوتية المستقبلية،

وهدف وحيد لنموذج أولي لتكنلوجيا:
- توضيح الاتصال الليزري ثنائي الاتجاه من المدار القمري.[12]

## مهمات الفضاء
أطلق لادي في 7 سبتمبر 2013، الساعة 3:27 بالتوقيت العالمي (6 سبتمبر، 11:27 مساءً بتوقيت شرق الولايات المتحدة)، من منشأة طيران «والوبس» في ميناء الفضاء الأطلسي الإقليمي الأوسط على صاروخ حامل من «ميناتور خمسة». كانت هذه أول مهمة قمرية يتم إطلاقها من هذا المرفق. كان بالإمكان رؤية الإطلاق على طول الساحل الشرقي للولايات المتحدة، من ولاية «مين» إلى «كارولينا الجنوبية». سمح الطقس الصافي للعديد من المراقبين من مدينة نيويورك إلى فرجينيا بمراقبة الصعود وانفصال المرحلة الأولى والاشتعال في المرحلة الثانية.
نظرًا لأن «ميناتور خمسة» صاروخ يعمل بالوقود الصلب، فقد ُتحكم بوضعية المركبة الفضائية في هذه المهمة بشكل مختلف بعض الشيء عن صاروخ نموذجي يعمل بالوقود السائل مع مزيد من التغذية العكسية للحلقة المغلقة المستمرة. إن المراحل الثلاثة الأولى من «ميناتور خمسة» «تطير وفق ملف تعريف مبرمج مسبقًا» للحصول على السرعة وإيصال المركبة إلى مسارها الأولي، في حين تُستخدم المرحلة الرابعة لتعديل ملف تعريف الرحلة وتسليم المركبة الفضائية لادي إلى الحضيض القمري من أجل استقرار الدوران من ثم المرحلة الخامسة تضع المركبة الفضائية في مدار بيضاوي الشكل حول الأرض «الأول من ثلاثة» لبدء عبور قمري لمدة شهر.
في حين انفصاله الآن عن المركبة الفضائية لادي، وصلت كل من المرحلتين الرابعة والخامسة للصاروخ «ميناتور خمسة» المدار، وهم الآن حطام فضائي في مدار الأرض.

### العبور القمري
اتخذت لادي مقاربة غير عادية في عبورها للقمر. انطلقت المركبة الفضائية في مدار أرضي بيضاوي للغاية، حيث قامت المركبة بثلاث لفات تكبر بشكل متزايد حول الأرض قبل الاقتراب بدرجة كافية للدخول إلى مدار القمر. العبور يتطلب حوالي شهر واحد.
بعد الانفصال عن «ميناتور خمسة»، اكتشف تيارات كهربائية عالية في عجلات التوجيه للقمر الصناعي مما تسبب في إيقافها. لم يكن هناك دليل على وجود خطأ، وبعد تعديل حدود الحماية، استؤنف التوجيه باستخدام عجلات التوجيه في اليوم التالي.
قامت المركبة الفضائية لادي بثلاث «مدارات طورية» من الأرض قبل أن تنجز الدخول في المدار القمري «أل أو أي»، والذي حدث عند الحضيض القمري من المدار الثالث باستخدام احتراق المحرك لمدت ثلاث دقائق. كان المدار المستهدف للمدار الثالث لكوكب الأرض انحدار قمري يبلغ طوله 200 كيلومتر (120 ميل)، وأوج من 278000 كيلومتر (173000 ميل) وميل 37.65 درجة. الخطة لـلانحدار القمري 155 درجة، في حين أن طاقتها المميزة «سي ثلاثة» هي « -2.75 km2/s2». تم تنفيذ المسار الجديد باستخدام حلقات الطور المداري لأربعة أسباب رئيسية:
- لم يكن لدى مركبة الإطلاق ل «ميناتور خمسة» «دلتا v» كافية لإدخال لادي ذات ال 383 كيلوغرام (844 رطل) مباشرة إلى مناورة الإدخال العبوري القمري.
- للتعامل مع عمليات الإطلاق المحتملة غير العادية المتشتتة من «ميناتور خمسة» «وهي كدسة من خمس مراحل صاروخ ذو وقود صلب، ولا يُعتبر صاروخًا دقيقًا بشكل خاص» باندفاع ذاتي فعال مع مغادرة المدار بصورة مرنة للتشتت الكبير في مدار الإدخال الأولي.
- لتوسيع النافذة الزمنية للإطلاق إلى خمسة أيام. في هذا الحدث، لم تكن لادي بحاجة إلى هذا الأمر لأن الإطلاق حدث في بداية النافذة الزمنية في اليوم الأول.
- لزيادة متانة المهمة في مواجهة أي مناورات مدارية غير عادية أو فاشلة مع المركبة الفضائية.

### المدار القمري ونظم الخروج
دخلت لادي المدار القمري في 6 أكتوبر 2013، عندما وضعت لادي في مدار التقاط بيضاوي الشكل لمدة أربع وعشرين ساعة.  أُنزلت لادي مرة أخرى إلى مدار مدته أربع ساعات في 9 أكتوبر 2013، وحدث تشغيل الاحتراق مرة أخرى في 12 أكتوبر، مما أدى إلى انخفاض لادي في مدار دائري حول القمر على ارتفاع حوالي 250 كم (160 ميل) لمرحلة التشغيل التي استمرت حوالي 30 يومًا. فُحصت أنظمة وأدوات لادي بعد انخفاض المدار إلى ارتفاع 75 كم (47 ميل).

### تجربة الاتصال الليزري القمري
أجرى النموذج الأولي للاتصال الليزري القمري «إل إل سي دي» نظام الليزر النبضي الخاص ب «لادي» اختبارًا ناجحًا في 18 أكتوبر 2013، حيث نُقلت البيانات بين المركبة الفضائية ومحطتها الأرضية على الأرض على مسافة 385,000 كيلومتر (239,000 ميل). سجل هذا الاختبار رقم للوصلة الهابطة يبلغ 622 ميغابت في الثانية «Mbps» من المركبة فضائية إلى الأرض، و «معدل رفع بيانات خالٍ من الأخطاء يبلغ 20 ميغابت في الثانية» من المحطة أرضية إلى المركبة فضائية. واستمرت الاختبارات على مدى فترة اختبار لمدة 30 يوما.
«أل أل سي دي» هو نظام اتصالات البصرية في الفضاء الحر بشكل لاسلكي. وهذه هي المحاولة الأولى لناسا للاتصال الفضائي ثنائي الاتجاه باستخدام الليزر البصري بدلاً من موجات الراديو. من المتوقع أن تؤدي إلى أنظمة ليزر تشغيلية على أقمار ناسا المستقبلية. سيكون التكرار التالي للمفهوم هو تجربة نموج البث على مراحل باستخدام الاتصالات بالليزر للمسافات البعيدة المقرر لعام 2017. كما اُقترح كحمولة نافعة لمسبارا «فوبوس وديموس لبيئة المريخ» «بادمي».

### طور العلم
بالنسبة للعمليات العلمية، أجريت المناورة في لادي في مدار «بريسليني» القمري الذي يبلغ طوله 20 كم (12 ميل) ومدار «أسبيلين» القمري الذي يبلغ طوله 60 كم (37 ميل). خُطط لمرحلة العلوم في مهمة لادي الرئيسية مبدئيًا على أنها 100 يوم، ومن ثم مُددت لمدة 28 يومًا. أتاح التمديد فرصة للقمر الصناعي لجمع بيانات إضافية على مسار مدار قمري كامل منخفض الارتفاع للغاية لمساعدة العلماء على كشف طبيعة الإكسوسفير قليل الكثافة للقمر.

## معرض صور

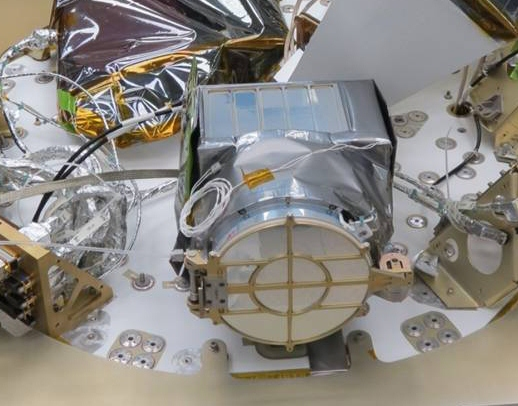
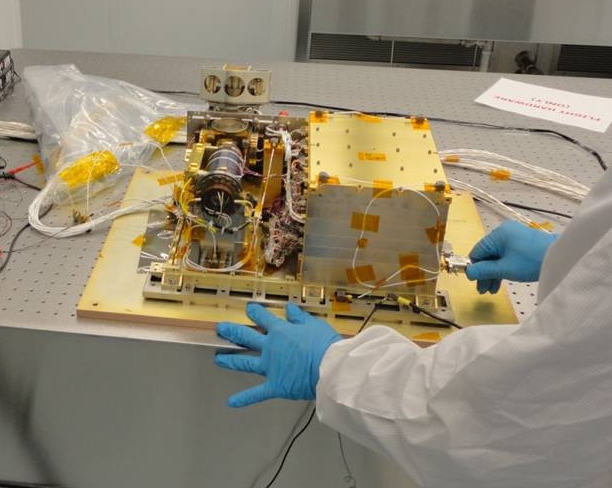
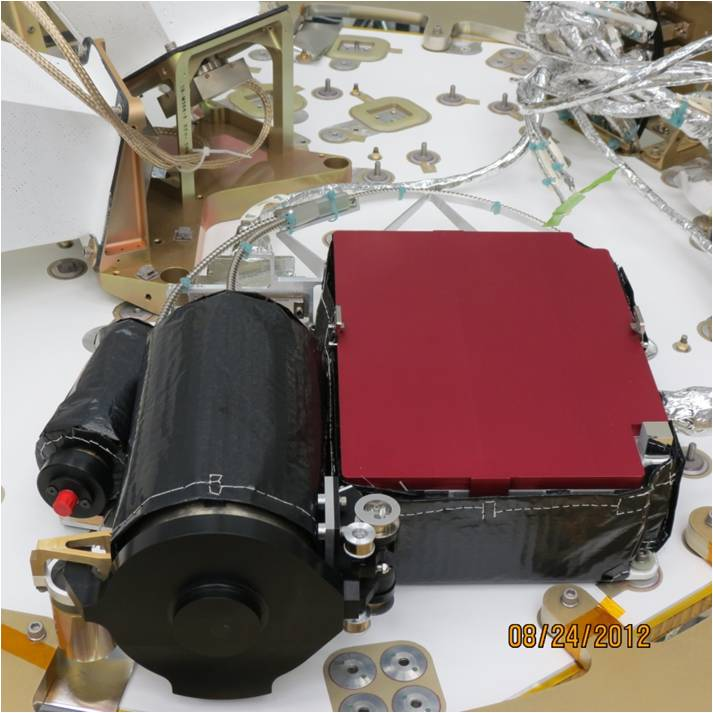
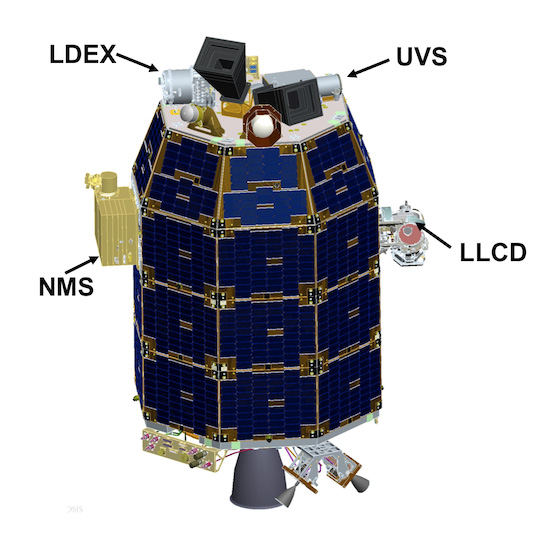

## اقرأ أيضاً
- استكشاف القمر